# Comitatul Richland, Wisconsin
Comitatul Richland este unul din cele 72 de comitate din statul Wisconsin din Statele Unite ale Americii. Sediul acestuia este Richland Center. Conform recensământului din anul 2000, populația sa a fost 17.924 de locuitori.

## Geografie
Conform datelor furnizate de United States Census Bureau, comitatul are o suprafață totală de 1524,85 km2 (ori 589 sqmi), dintre care 1517,11 km2 (ori 586 sqmi), iar 7,74 km 2 (adică 0.54%) este apă.

### Drumuri importante
- U.S. Highway 14
- Highway 56 (Wisconsin)
- Highway 58 (Wisconsin)
- Highway 60 (Wisconsin)
- Highway 80 (Wisconsin)
- Highway 130 (Wisconsin)
- Highway 154 (Wisconsin)
- Highway 171 (Wisconsin)
- Highway 131 (Wisconsin)
- Highway 193 (Wisconsin)

### Comitate adiacente
- Comitatul Vernon - nord
- Comitatul Sauk - est
- Comitatul Iowa - sud-est
- Comitatul Grant - sud-vest
- Comitatul Crawford - vest

## Demografie
|  | Graficele sunt indisponibile din cauza unor probleme tehnice. Mai multe informații se găsesc la Phabricator și la wiki-ul MediaWiki. |

Date: Wikidata - grafică realizată de Wikipedia